# Tortas de chanchigorri

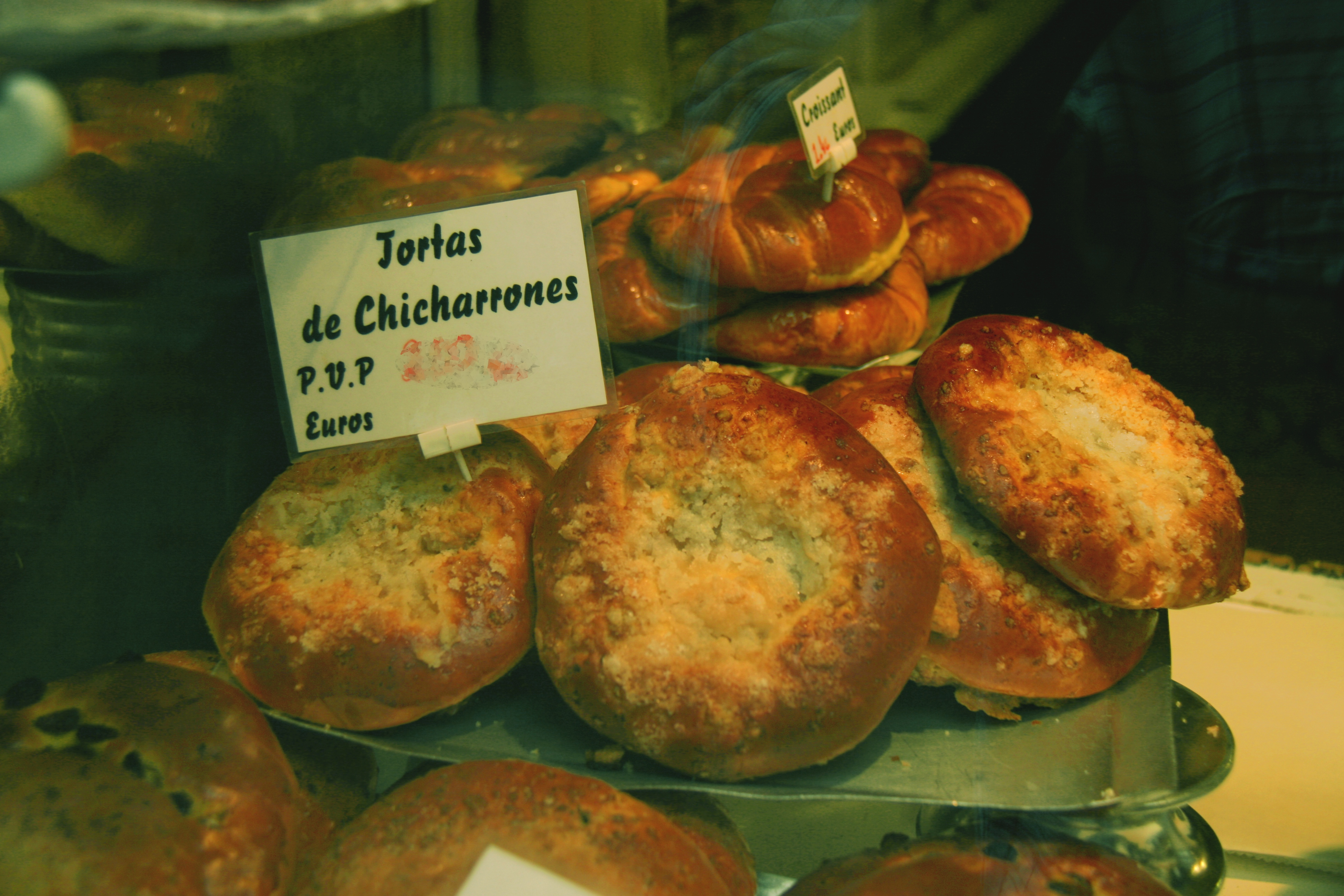
Tortas de chanchigorri.

Las tortas de chanchigorri (en euskera, txantxigorri opil; denominadas también tortas de chalchigorri o de chicharrones) son unas preparaciones reposteras muy típicas de la cocina navarra tradicional. Estos postres tienen forma redonda. Se elaboran durante el periodo de la matanza del cerdo. Entre sus principales ingredientes se encuentran los materiales grasos a partir de residuos fritos de la manteca de cerdo, masa de pan y azúcar. Suelen servirse templadas. Se comercializan sobre todo en los meses de otoño. 
Se trata de la receta navarra de la torta de chicharrones, presente en toda la geografía española por ser uno de los dulces más extendidos del país.

## Menciones en la literatura
Las tortas de chanchigorri aparecen en la Trilogía del Baztán, de la escritora Dolores Redondo.